# Philippe Basiron
Philippe Basiron (* um 1450 in Bourges; † kurz vor dem 31. Mai 1491 ebenda; auch Baziron, Barizon, Philippon, Philippon de Bourges) war ein franko-flämischer Komponist, Organist, Sänger und Kleriker der frühen Renaissance.

## Leben und Wirken
Die Identität des Komponisten, der in den Handschriften mit verschiedenen Namen erscheint, wurde unter Musikforschern viele Jahre lang diskutiert; dass sie ein und dieselbe Person darstellen, wurde erst durch Paula Higgins 1990 bewiesen, die anhand der Dokumente der Sainte-Chapelle in Bourges den größeren Teil von Basirons Leben rekonstruieren konnte. Dabei wurde noch festgestellt, dass außer Philippe auch Pierre und Johannes Basiron in dieser Zeit dort gewirkt haben, vermutlich Brüder des Komponisten.
Philippe Basiron und sein Bruder Pierre gehörten seit Oktober 1458 zu den sechs Chorknaben der Sainte-Chapelle in Bourges, die ein Teil des Herzogspalastes war. Bis 31. März 1459 war Messire Jehan Gaudier alias Doucet für den Lebensunterhalt und die Unterrichtung der Brüder verantwortlich. Zwischen Juli 1458 und Juni 1459 gab es eine verbreitete Krankheit in Bourges; der Chorknabe Philippe wurde in dieser Zeit von einer ernsten Infektion kuriert. Der Komponist Guillaume Faugues war ab 24. Juni 1462 für drei Monate der magister puerorum in Bourges und hat vermutlich einen großen Einfluss auf die musikalische Entwicklung von Philippe Basiron gehabt; zu dieser Zeit wurde ausdrücklich für Basiron ein Manicordium beschafft, eine Art Clavichord, mit dem man das Orgelspiel erlernte. Dies spricht für die besondere Begabung Philippes, die offenbar erkannt und gefördert wurde. Auch wurde die Arbeit an der Orgel der Kirche fortgeführt, die wegen des Todes des letzten Orgelbauers geruht hatte.
Ein besonderes Ereignis des Jahres 1462 war wohl der Besuch von Johannes Ockeghem im November. Dessen Dienstherr, der französische König Karl VII. (Regierungszeit 1422–1461) residierte zwischen 1451 und 1461 öfters in Bourges oder im zehn Meilen entfernten Schloss Méhun-sur-Yévre. Ockeghems Einfluss auf Basiron zeigen dessen Sätze auf Ockeghems Chanson D'ung aultre amer. Im Mai 1464 wurde die Leitung und Unterrichtung der Chorknaben an Basiron übertragen, zunächst nur inoffiziell, ab 1. April 1466 gegen Bezahlung. Etwa 1467 verließ er für kurze Zeit die Maîtrise, um sich Unterstützer zu suchen, und fand sie in den Erzbischöfen von Bourges und Angers. Spätestens ab 1467 ist Basiron Vikar an der Kathedrale gewesen und bekam vom Kapitel regelmäßig Naturalien und finanzielle Mittel, auch für Kleidung. 
Am 4. Februar 1469 wurde er durch die Unterstützung der genannten Erzbischöfe und des Schatzmeisters des französischen Königs zum Vorsteher (Magister) der Chorknaben gewählt, wobei der bisherige Inhaber dieses Amts, Johannes Laloyer, eine andere Position bekam. Basiron verblieb in diesem Amt bis 1474; hier war es seine Aufgabe, die Knaben zu erziehen und die Tugenden zu lehren, für ihren Lebensunterhalt zu sorgen sowie ihnen musikalischen Unterricht, auch im Instrumentalspiel, zu geben. Nicht immer hielten sich die Jugendlichen an die Statuten und es kam öfters zu Ermahnungen seitens des Kapitels. In einem Streit um eine Präbende im Jahr 1471 hat sich Basiron gegenüber dem Kapitel mit Hilfe des französischen Königs durchgesetzt. Er war inzwischen auch Student der Rechtswissenschaften, konnte aber dennoch seine Pflichten an der Saint-Chapelle erfüllen.
Am 11. Februar 1474 übernahm François Maugis das Amt des Singmeisters der Chorknaben. Wohin Basiron sich ab dieser Zeit wandte, ist nicht bekannt, weil die Akten der Sainte-Chapelle ab 1474 nicht überliefert sind. Möglicherweise ging er nach Orléans, wo bis 1481 ein Organist mit Namen Philippe Bourges tätig war. In den späten 1480er Jahren war er zurückgekehrt und übernahm ein Vikariat mit Benefizium an der Kirche Saint-Pierre-le-Guillard in Bourges, einer Filialkirche der Sainte-Chapelle, wo ein Haus mit Garten dazugehörte. Am 31. Mai 1491 empfahl König Karl VIII., das frei gewordene Vikariat an Johannes Basiron, Kaplan der Sainte-Chapelle und Bruder Philippes, zu vergeben; dies deutet darauf hin, dass Philippe Basiron kurz zuvor verstorben war.
Pierre Basiron, etwa gleichaltrig mit Philippe und zusammen mit ihm Chorknabe, wurde 1469 Prior des Klosters Notre-Dame-de-la-Comtale in Bourges. Er übernahm 1517 ein Kanonikat und starb 1529. Johannes Basiron, geboren etwa 1460, wurde 1475 erstmals erwähnt und 1491 für das Vikariat seines verstorbenen Bruders vorgeschlagen. Im ersten Halbjahr 1495 verlor er durch eine Exkommunikation vorübergehend seine Einkünfte und bekam sie wieder unter der Bedingung, seine Mutter finanziell zu unterstützen. Er starb Anfang September 1495.

## Bedeutung
Schon zu Lebzeiten besaß Philippe Basiron einen herausragenden Ruf als Komponist. Herzog Ercole I. d’Este von Ferrara bat in einem Brief vom 24. März 1484 um die Zusendung einer Kopie der neuen Missa L'homme armé von ihm. Der Musiktheoretiker Franchinus Gaffurius (1451–1522) äußerte sich in seiner Pratica musicae (Mailand 1496) bewundernd über Basirons Musik; der Dichter Guillaume Crétin nennt ihn in seiner Déploration sur le trépas de Jean Ockeghem (1497) einen verstorbenen Mitstreiter von Johannes Ockeghem, und der Musiker und Dichter Eloy d’Amerval rühmt ihn in seinem epischen Gedicht Livre de la deablerie (1508) als einen der großen französischen Komponisten des vergangenen Jahrhunderts.
Die Messen und Motetten von Philippe Basiron stehen beispielhaft für die geistliche Mehrstimmigkeit Frankreichs im letzten Viertel des 15. Jahrhunderts. Sein Beitrag zur Tradition der L'homme-armé-Messen stehen den entsprechenden Messen von Guillaume Dufay und Guillaume Faugues hinsichtlich Stil und Verfahren besonders nahe. Seine drei Motetten mit marianischem Inhalt sind einfallsreiche und geschickte Werke und nutzen viele kompositorische Gestaltungsmöglichkeiten seiner Epoche. Schließlich sind die überlieferten Lieder von Philippe Basiron charakteristische Beispiele für den „burgundischen“ Chanson-Stil.

## Werke
- Messen
  - „Missa da Franza“ zu vier Stimmen
  - „Missa l’homme armé“ zu vier Stimmen  (am 24. März 1484 in Ferrara als neu erwähnt);
  - „Missa Regina caeli“ zu vier Stimmen
  - „Missa D’ung aultre amer“ (Philippe Basiron zugeschrieben, von „Dean“ Basiron; von Reynolds Loyset Compère zugeschrieben, Beziehungen zu Guillaume Faugues’ „Missa Serviteur“).
- Motetten
  - „Inviolata integra et casta“ zu vier Stimmen
  - „Regina caeli“ zu vier Stimmen
  - „Salve regina“ zu vier Stimmen (auch Johannes Ockeghem zugeschrieben)
- Chansons
  - „De m’esjouir plus n’ay puissance“, Rondeau zu drei Stimmen
  - „D’ung aultre amer“ I zu vier Stimmen (Cantus firmus „L’homme armé“);
  - „D’ung aultre amer“ II zu vier Stimmen
  - „Je le sçay bien“, Rondeau zu drei Stimmen
  - „Nul ne l’a tele“, Bergerette zu drei Stimmen, zitiert Discantus aus ‘Je ne viz onques la pareille’ von Guillaume Dufay oder Gilles Binchois oder Antoine Busnoys
  - „Tant fort me tarde“, Rondeau zu drei Stimmen
- Zweifelhafte Werke (Autorschaft von Philippe Basiron unwahrscheinlich)
  - Missa „Hilf und gib rat“ zu vier Stimmen („Philippus“ oder „Philippus Franc“ zugeschrieben)
  - Sanctus und Agnus Dei zu drei Stimmen (keine moderne Edition vorhanden)
  - „Regina caeli“ zu drei Stimmen (keine moderne Edition vorhanden)
  - „Mari de par sa mere“ zu vier Stimmen
  - „Rosa playsant“ zu drei oder vier Stimmen (teilweise „Phelippon“ zugeschrieben, teilweise aber an Firminus Caron und an Johannes Dusart)